# 하후무
하후무(夏侯楙, ? ~ ?)는 중국 삼국시대 위나라의 정치인이다. 자는 자림(子林)이며 예주 패국 초현(譙縣) 사람이다. 하후돈의 차남이며 조조의 사위이기도 하다. 아내 청하공주와의 사이는 좋지 않았고 동생들에게 모함을 받아 죽을 뻔하였다.

## 생애
대장군 하후돈의 일곱 아들 중 차남이며 아내는 조조의 장녀 청하공주이다. 작위는 열후(列侯)이고 관직은 시중(侍中)이었다. 젊었을 적부터 조비와 친했다. 청하공주와의 결혼도 조비가 조조에게 권하여 이루어졌다. 220년 조비가 황제에 즉위하자 지절(持節) 혹은 가절(假節) 안서장군(安西將軍)에 임명되어 하후연의 뒤를 이어 관중을 지켰다.
하후무는 기첩(伎妾)을 여럿 두어서 청하공주와의 사이가 좋지 않았는데 228년(태화 2년) 명제가 제갈량의 북벌에 대응하여 원정군을 편성할 무렵 하후무에 대한 탄핵이 들어왔다. 이에 상서로 보직이 변경되면서 수도 낙양으로 소환되었다. 명제는 하후무를 죽이려 했는데 장수교위(長水校尉) 단묵(段默)이 이는 공주와의 불화를 이용한 모함일 것이라고 진언하였다. 그래서 실상을 조사해보니 이전에 하후무는 그 동생들이 예법을 어겨 수차례 크게 꾸짖었었고 특히 처벌이 두려웠던 하후자장(夏侯子臧)과 하후자강(夏侯子江)이 형을 모함한 것이었다. 하후무는 훗날 진동장군(鎭東―)까지 올랐다.

## 성품과 평가
어환(魚豢)은 하후무가 무략은 없지만 치생(治生)을 좋아한다고 서술하였다. 촉나라의 위연은 제갈량이 제1차 북벌 계획을 수립할 때 하후무는 겁이 많고 무모하니 갑자기 들이닥치면 도주할 것이라며 장안을 급습하자고 제안하기도 하였다. 다만 이 계책은 채택되지 않았고 하후무 역시 전투 전에 낙양으로 소환되어 실제로 그랬을지는 알 수 없다.

## 삼국지연의
소설 《삼국지연의》에서는 하후연의 아들인데 하후돈에게 양자로 입적한 것으로 설정했고 자도 자휴(子休)로 고쳤다. 제갈량이 제1차 북벌을 개시하자 아버지 하후연의 복수를 다짐하며 자원해서 군대를 통솔하지만 크게 깨지고 제갈량의 책략에 빠져 강유만 촉나라로 투항하게 만든다. 옹주 서부 대부분을 제갈량에게 뺏기고는 강족 땅으로 달아나 다시는 돌아오지 않는다.

## 가계
- 아버지 : 하후돈
  - 형 : 하후충(夏侯充)
    - 조카 : 하후이(夏侯廙)

  - 본인 : 하후무
  - 아내 : 청하공주
  - 동생 : 하후자장
  - 동생 : 하후자강

## 같이 보기
- 삼국지 인물 목록

## 참고 문헌
- 어환, 《위략》 ; 배송지 주석, 《삼국지》9권 위서 제9 하후돈에서 인용